# يوسف رحمن
يوسف رحمن (بالإنجليزية: Yusif Rahman)‏ هو لاعب كرة قدم غاني في مركز الهجوم، ولد في 26 يناير 1993 في غانا. لعب مع PAEEK FC ‏.

## وصلات خارجية
- يوسف رحمن على موقع قاعدة بيانات كرة القدم.إي يو (الإنجليزية)
- يوسف رحمن على موقع Soccerway.com (الإنجليزية)